# Rudozem Heights
Die Rudozem Heights (englisch; bulgarisch Рудоземски възвишения Rudosemski waswischenija) sind ein in nordost-südwestlicher Ausrichtung 18,5 km langes, 13,7 km breites und im Glavinitsa Peak bis zu 1500 m hohes Gebirge an der Fallières-Küste des Grahamlands auf der Antarktischen Halbinsel. Auf der German-Halbinsel wird es nach Norden und Westen durch den Bourgeois-Fjord, nach Süden durch den Dogs-Leg-Fjord und nach Osten durch einen Gletscher begrenzt, der sowohl nordwärts in den Bourgeois-Fjord als auch nach Süden in den Dogs-Leg-Fjord mündet.
Britische Wissenschaftler kartierten das Gebirge 1978. Die bulgarische Kommission für Antarktische Geographische Namen benannte es 2010 nach der Stadt Rudosem im Süden Bulgariens.